# Bóng bầu dục bảy người tại Thế vận hội Mùa hè 2024 – Giải đấu Nữ
Giải đấu nữ bộ môn bóng bầu dục bảy người tại Thế vận hội Mùa hè 2024 được tổ chức tại Paris, Pháp. Giải đấu được diễn ra trên sân vận động Stade de France, đây cũng từng là sân vận động chủ nhà của Giải vô địch bóng bầu dục thế giới 2023. Giải đấu diễn ra trong ba ngày thì đấu từ ngày 28 đến 30 tháng 7 năm 2024.

## Lịch thi đấu
| VB | Vòng bảng | PH | Trận phân hạng | ¼ | Tứ kết | ½ | Bán kết | HCĐ | Trận tranh huy chương đồng | HCV | Trận tranh huy chương vàng |

| Ngày     | 28 tháng 7 | 28 tháng 7 | 29 tháng 7 | 29 tháng 7 | 29 tháng 7 | 30 tháng 7 | 30 tháng 7 | 30 tháng 7 | 30 tháng 7 | 30 tháng 7 |
| Nội dung | M          | E          | M          | E          | E          | M          | M          | E          | E          | E          |
| -------- | ---------- | ---------- | ---------- | ---------- | ---------- | ---------- | ---------- | ---------- | ---------- | ---------- |
| Nữ       | VB         | VB         | VB         | PH         | ¼          | PH         | ½          | PH         | HCĐ        | HCV        |

## Vòng loại
Bóng bầu dục bảy người tại Thế vận hội Mùa hè 2024 – Vòng loại Nữ

## Đội hình và trọng tài

### Đội hình
Mỗi đội có thể có tối đa 12 cầu thủ, cùng với hai cầu thủ dự bị để thay người trong trường hợp các cầu thủ gặp chấn thương.

### Trọng tài
Liên đoàn Bóng bầu dục Thế giới công bố danh sách 12 trọng tài vào ngày 8 tháng 5 năm 2024.
- Ben Breakspear (Scotland/Anh Quốc)
- Craig Chan (Hồng Kông)
- Talal Chaudhry (Canada)
- Maggie Cogger-Orr (New Zealand)
- Ano Kuwai (Nhật Bản)
- Maria Latos (Đức)
- Cisco Lopez (Hoa Kỳ)
- Tyler Miller (Úc)
- Lavenia Rawaca (Fiji)
- Kat Roche (Hoa Kỳ)
- George Selwood (Anh/Anh Quốc)

## Vòng bảng

### Bảng A
| VT | Đội             | ST | T | H | B | ĐT  | ĐB | HS  | Đ | Giành quyền tham dự |
| -- | --------------- | -- | - | - | - | --- | -- | --- | - | ------------------- |
| 1  | New Zealand (Q) | 3  | 3 | 0 | 0 | 114 | 19 | +95 | 9 | Tứ kết              |
| 2  | Canada (Q)      | 3  | 2 | 0 | 1 | 50  | 64 | −14 | 7 | Tứ kết              |
| 3  | Trung Quốc (Q)  | 3  | 1 | 0 | 2 | 62  | 81 | −19 | 5 | Tứ kết              |
| 4  | Fiji            | 3  | 0 | 0 | 3 | 33  | 95 | −62 | 3 |                     |

| 28 tháng 7 năm 2024 17:30 |

| Fiji                                                                          | 14–17    | Canada                                                              |
| ----------------------------------------------------------------------------- | -------- | ------------------------------------------------------------------- |
| Try: Rokotuisiga 9' c Likuceva 15' c Con: Naimasi (1/1) 9' Ulunisau (1/1) 15' | Chi tiết | Try: Symonds 4' c Williams 6' m Wardley 12' m Con: Daniels (1/3) 5' |

| Stade de France, Paris Trọng tài: Craig Chan (Hồng Kông) |

| 28 tháng 7 năm 2024 18:00 |

| New Zealand | 43–5     | Trung Quốc     |
| --- | -------- | -------------- |
| Try: Blyde (4) 2' m, 4' c, 6' m, 8' c Waaka (2) 7' m, 12' c Hirini 15' c Con: Pouri-Lane (2/5) 4', 9' King (2/2) 13', 15' | Chi tiết | Try: Liu 11' m |

| Stade de France, Paris Trọng tài: Ano Kuwai (Nhật Bản) |

| 28 tháng 7 năm 2024 21:00 |

| Fiji                                                 | 12–40    | Trung Quốc                                                                                                   |
| ---------------------------------------------------- | -------- | --- |
| Try: Nakoci 3' c Delaiwau 9' m Con: Naimasi (1/2) 3' | Chi tiết | Try: Wang 1' m Yang 5' c Yan 7' c Chen 8' c Liu 11' c Dou 13' c Con: Gu (4/4) 5', 8', 9', 12' Chen (1/1) 13' |

| Stade de France, Paris Trọng tài: Maggie Cogger-Orr (New Zealand) |

| 28 tháng 7 năm 2024 21:30 |

| New Zealand | 33–7     | Canada                                           |
| --- | -------- | ------------------------------------------------ |
| Try: Miller (2) 2' c, 7' c Pouri-Lane 5' c Felix-Hotham 10' c Woodman-Wickliffe 13' c Con: King (3/4) 3', 8', 10' Nuku (1/1) 13' | Chi tiết | Try: Williams 4' c Con: Hogan-Rochester (1/1) 4' |

| Stade de France, Paris Trọng tài: George Selwood (Anh/Anh Quốc) |

| 29 tháng 7 năm 2024 16:00 |

| Canada                                                                                          | 26–17    | Trung Quốc                                            |
| ----------------------------------------------------------------------------------------------- | -------- | ----------------------------------------------------- |
| Try: Williams (2) 5' c, 11' c Symonds 8' m Logan 14' m Con: Apps (1/1) 6' Daniels (2/3) 8', 11' | Chi tiết | Try: Chen 3' c Liu 8' m Wang 17' m Con: Chen (1/2) 4' |

| Stade de France, Paris Trọng tài: Finlay Brown (Scotland/Anh Quốc) |

| 29 tháng 7 năm 2024 16:30 |

| New Zealand | 38–7     | Fiji                                      |
| --- | -------- | ----------------------------------------- |
| Try: Miller 1' c Felix-Hotham 5' c Waaka (2) 7' c, 9' c Blyde 10' m Nuku 13' m Con: Pouri-Lane (4/4) 1', 5', 8', 10' | Chi tiết | Try: Buleki 14' c Con: Ulunisau (1/1) 15' |

| Stade de France, Paris Trọng tài: Kat Roche (Hoa Kỳ) |

### Bảng B
| VT | Đội          | ST | T | H | B | ĐT | ĐB | HS  | Đ | Giành quyền tham dự |
| -- | ------------ | -- | - | - | - | -- | -- | --- | - | ------------------- |
| 1  | Úc (Q)       | 3  | 3 | 0 | 0 | 89 | 24 | +65 | 9 | Tứ kết              |
| 2  | Anh Quốc (Q) | 3  | 2 | 0 | 1 | 52 | 65 | −13 | 7 | Tứ kết              |
| 3  | Ireland (Q)  | 3  | 1 | 0 | 2 | 64 | 40 | +24 | 5 | Tứ kết              |
| 4  | Nam Phi      | 3  | 0 | 0 | 3 | 22 | 98 | −76 | 3 |                     |

| 28 tháng 7 năm 2024 15:30 |

| Ireland                                                  | 12–21    | Anh Quốc                                                                       |
| -------------------------------------------------------- | -------- | ------------------------------------------------------------------------------ |
| Try: Murphy Crowe (2) 3' m, 10' c Con: Mulhall (1/2) 10' | Chi tiết | Try: Norman-Bell 4' c Joyce 8' c Uren 10' c Con: Norman-Bell (3/3) 4', 8', 10' |

| Stade de France, Paris Trọng tài: Kat Roche (Hoa Kỳ) |

| 28 tháng 7 năm 2024 16:00 |

| Úc                                                                                        | 34–5     | Nam Phi         |
| ----------------------------------------------------------------------------------------- | -------- | --------------- |
| Try: M. Levi (4) 1' c, 6' c, 8' m, 10' m Nathan 4' m T. Levi 8' m Con: Hinds (2/6) 2', 7' | Chi tiết | Try: Roos 16' m |

| Stade de France, Paris Trọng tài: Lavenia Rawaca (Fiji) |

| 28 tháng 7 năm 2024 19:00 |

| Ireland | 38–0     | Nam Phi |
| --- | -------- | ------- |
| Try: Parsons (2) 6' c, 12' c Murphy Crowe 8' c Flood 10' c Elmes Kinlan 14' m Higgins 15' m Con: Mulhall (1/1) 6' Flood (3/5) 9', 11', 12' | Chi tiết |         |

| Stade de France, Paris Trọng tài: Talal Chaudhry (Canada) |

| 28 tháng 7 năm 2024 19:30 |

| Úc | 36–5     | Anh Quốc         |
| --- | -------- | ---------------- |
| Try: M. Levi (3) 3' c, 7' m, 10' m Terita (2) 8' c, 10' c T. Levi 14' m Con: Hinds (2/3) 3', 10' T. Levi (1/3) 10' | Chi tiết | Try: Cowell 2' m |

| Stade de France, Paris Trọng tài: Maria Latos (Đức) |

| 29 tháng 7 năm 2024 14:00 |

| Anh Quốc                                                                                      | 26–17    | Nam Phi                                                                 |
| --------------------------------------------------------------------------------------------- | -------- | ----------------------------------------------------------------------- |
| Try: Crompton 8' c Norman-Bell 8' c Joyce (2) 11' m, 14' c Con: Norman-Bell (3/3) 8', 8', 15' | Chi tiết | Try: Janse van Rensburg 1' c Roos 6' m Malinga 10' m Con: Roos (1/3) 1' |

| Stade de France, Paris Trọng tài: Tyler Miller (Úc) |

| 29 tháng 7 năm 2024 14:30 |

| Úc                                                                               | 19–14    | Ireland                                                 |
| -------------------------------------------------------------------------------- | -------- | ------------------------------------------------------- |
| Try: Nathan 1' c T. Levi 8' m M. Levi 9' c Con: T. Levi (1/2) 1' Hinds (1/1) 10' | Chi tiết | Try: Higgins (2) 6' c, 14' c Con: Higgins (2/2) 6', 14' |

| Stade de France, Paris Trọng tài: George Selwood (Anh/Anh Quốc) |

### Bảng C
| VT | Đội         | ST | T | H | B | ĐT  | ĐB | HS  | Đ | Giành quyền tham dự |
| -- | ----------- | -- | - | - | - | --- | -- | --- | - | ------------------- |
| 1  | Pháp (H, Q) | 3  | 3 | 0 | 0 | 106 | 14 | +92 | 9 | Tứ kết              |
| 2  | Hoa Kỳ (Q)  | 3  | 2 | 0 | 1 | 74  | 43 | +31 | 7 | Tứ kết              |
| 3  | Nhật Bản    | 3  | 1 | 0 | 2 | 46  | 97 | −51 | 5 |                     |
| 4  | Brasil      | 3  | 0 | 0 | 3 | 17  | 89 | −72 | 3 |                     |

| 28 tháng 7 năm 2024 16:30 |

| Hoa Kỳ | 36–7     | Nhật Bản                                |
| --- | -------- | --------------------------------------- |
| Try: Levy 3' m Kirshe (2) 4' c, 6' m Sullivan 8' m Maher 9' c Sedrick 12' c Con: Canett (3/6) 5', 10', 13' | Chi tiết | Try: Mizutani 2' c Con: Utsumi (1/1) 2' |

| Stade de France, Paris Trọng tài: George Selwood (Anh/Anh Quốc) |

| 28 tháng 7 năm 2024 17:00 |

| Pháp                                                                               | 26–0     | Brasil |
| ---------------------------------------------------------------------------------- | -------- | ------ |
| Try: Grisez 3' c Pelle 5' c Okemba 11' c Jason 15' m Con: Drouin (3/4) 4', 5', 11' | Chi tiết |        |

| Stade de France, Paris Trọng tài: Cisco Lopez (Hoa Kỳ) |

| 28 tháng 7 năm 2024 20:00 |

| Hoa Kỳ                                                                             | 24–5     | Brasil                 |
| ---------------------------------------------------------------------------------- | -------- | ---------------------- |
| Try: Kelter 1' m Sullivan 8' c Maher 11' m Sedrick 15' c Con: Kelter (2/3) 9', 15' | Chi tiết | Try: Thalia Costa 6' m |

| Stade de France, Paris Trọng tài: Tyler Miller (Úc) |

| 28 tháng 7 năm 2024 20:30 |

| Pháp | 49–0     | Nhật Bản |
| --- | -------- | -------- |
| Try: Jason (3) 1' c, 7' c, 9' c Grassineau 3' c Drouin 5' c Ciofani 10' c Jacquet 13' c Con: Drouin (6/6) 2', 4', 5', 8', 9', 10' Yengo (1/1) 13' | Chi tiết |          |

| Stade de France, Paris Trọng tài: Finlay Brown (Scotland/Anh Quốc) |

| 29 tháng 7 năm 2024 15:00 |

| Nhật Bản | 39–12    | Brasil                                                       |
| --- | -------- | ------------------------------------------------------------ |
| Try: Tsutsumi (2) 1' c, 10' m Saegusa 4' c Utsumi 6' m Kajiki (2) 6' m, 9' m Tanaka 14' m Con: Nishi (1/2) 1' Tsutsumi (1/1) 5' | Chi tiết | Try: Thalita Costa 7' m Lima 13' c Con: Fioravanti (1/1) 13' |

| Stade de France, Paris Trọng tài: Maggie Cogger-Orr (New Zealand) |

| 29 tháng 7 năm 2024 15:30 |

| Pháp                                                                                        | 31–14    | Hoa Kỳ                                                            |
| ------------------------------------------------------------------------------------------- | -------- | ----------------------------------------------------------------- |
| Try: Okemba (4) 7', 8', 9' c, 14' c Jacquet 11' c Con: Drouin (2/4) 9', 11' Yengo (1/1) 15' | Chi tiết | Try: Maher 3' c Tapper 13' c Con: Canett (1/1) 3' Olsen (1/1) 13' |

| Stade de France, Paris Trọng tài: Craig Chan (Hồng Kông) |

### Bảng xếp hạng các đội đứng hạng ba
Hai đội tuyển có thứ hạng cao nhất trong số các đội xếp thứ ba sẽ tiến vào vòng đấu loại trực tiếp.
| VT | Bg | Đội        | ST | T | H | B | ĐT | ĐB | HS  | Đ | Giành quyền tham dự |
| -- | -- | ---------- | -- | - | - | - | -- | -- | --- | - | ------------------- |
| 1  | B  | Ireland    | 3  | 1 | 0 | 2 | 64 | 40 | +24 | 5 | Tứ kết              |
| 2  | A  | Trung Quốc | 3  | 1 | 0 | 2 | 62 | 81 | −19 | 5 | Tứ kết              |
| 3  | C  | Nhật Bản   | 3  | 1 | 0 | 2 | 46 | 97 | −51 | 5 |                     |

## Vòng đấu loại trực tiếp

### Phân loại thứ hạng 9–12
|  | Bán kết                      | Bán kết |                              |    | Trận tranh hạng chín | Trận tranh hạng chín |
|  |                              |         |                              |    |                      |                      |
|  | 29 tháng 7 – Stade de France |         |                              |    |                      |                      |
|  |                              |         |                              |    |                      |                      |
|  | Nhật Bản                     | 15      |                              |    |                      |                      |
|  | Nhật Bản                     | 15      | 30 tháng 7 – Stade de France |    |                      |                      |
|  | Nam Phi                      | 12      |                              |    |                      |                      |
|  | Nam Phi                      | 12      | Nhật Bản                     | 38 |                      |                      |
|  | 29 tháng 7 – Stade de France |         | Nhật Bản                     | 38 |                      |                      |
|  |                              | Brasil  | 7                            |    |                      |                      |
|  | Fiji                         | Brasil  | 7                            | 22 |                      |                      |
|  | Fiji                         |         |                              | 22 |                      |                      |
|  | Brasil                       | 28      |                              |    |                      |                      |
|  | Brasil                       | 28      | Trận tranh hạng mười một     |    |                      |                      |
|  |                              |         |                              |    |                      |                      |
|  | 30 tháng 7 – Stade de France |         |                              |    |                      |                      |
|  |                              |         |                              |    |                      |                      |
|  | Nam Phi                      | 21      |                              |    |                      |                      |
|  | Nam Phi                      | 21      |                              |    |                      |                      |
|  | Fiji                         | 15      |                              |    |                      |                      |

#### Bán kết
| 29 tháng 7 năm 2024 20:00 |

| Nhật Bản                               | 15–12    | Nam Phi                                                 |
| -------------------------------------- | -------- | ------------------------------------------------------- |
| Try: Hara 4' m Kajiki (2) 12' m, 14' m | Chi tiết | Try: Janse van Rensburg 1' m Roos 7' Con: Roos (1/2) 8' |

| Stade de France, Paris Trọng tài: Cisco Lopez (Hoa Kỳ) |

| 29 tháng 7 năm 2024 20:30 |

| Fiji                                                                         | 22–28    | Brasil                                                                               |
| ---------------------------------------------------------------------------- | -------- | ------------------------------------------------------------------------------------ |
| Try: Buleki 2' m Naimasi (2) 4' m, 13' c Likuceva 11' Con: Naimasi (1/2) 13' | Chi tiết | Try: Lima (2) 1' c, 8' c Costa 6' c Soares 15' c Con: Kochhann (4/4) 1', 6', 8', 15' |

| Stade de France, Paris Trọng tài: Talal Chaudhry (Canada) |

#### Trận tranh hạng mười một
| 30 tháng 7 năm 2024 16:30 |

| Nam Phi                                                         | 21–15    | Fiji                                          |
| --------------------------------------------------------------- | -------- | --------------------------------------------- |
| Try: Roos (2) 1' c, 4' c Mpupha 9' c Con: Roos (3/3) 2', 4', 9' | Chi tiết | Try: Lomani 11' m Ditavutu 12' m Wilson 15' m |

| Stade de France, Paris Trọng tài: Ano Kuwai (Nhật Bản) |

#### Trận tranh hạng chín
| 30 tháng 7 năm 2024 17:00 |

| Nhật Bản | 38–7     | Brasil                                    |
| --- | -------- | ----------------------------------------- |
| Try: Kajiki 1' c Utsumi 3' c Ohtani 6' m Hirano 10' c Matsuda 13' c Tanaka 14' m Con: Utsumi (2/3) 1', 3' Hirano (1/1) 10' Nishi (1/2) 13' | Chi tiết | Try: Soares 16' c Con: Kochhann (1/1) 16' |

| Stade de France, Paris Trọng tài: Lavenia Rawaca (Fiji) |

### Phân loại thứ hạng 5–8
|  | Bán kết                      | Bán kết |                              |    | Trận tranh hạng năm | Trận tranh hạng năm |
|  |                              |         |                              |    |                     |                     |
|  | 30 tháng 7 – Stade de France |         |                              |    |                     |                     |
|  |                              |         |                              |    |                     |                     |
|  | Trung Quốc                   | 19      |                              |    |                     |                     |
|  | Trung Quốc                   | 19      | 30 tháng 7 – Stade de France |    |                     |                     |
|  | Anh Quốc                     | 15      |                              |    |                     |                     |
|  | Anh Quốc                     | 15      | Trung Quốc                   | 7  |                     |                     |
|  | 30 tháng 7 – Stade de France |         | Trung Quốc                   | 7  |                     |                     |
|  |                              | Pháp    | 21                           |    |                     |                     |
|  | Pháp                         | Pháp    | 21                           | 19 |                     |                     |
|  | Pháp                         |         |                              | 19 |                     |                     |
|  | Ireland                      | 7       |                              |    |                     |                     |
|  | Ireland                      | 7       | Trận tranh hạng bảy          |    |                     |                     |
|  |                              |         |                              |    |                     |                     |
|  | 30 tháng 7 – Stade de France |         |                              |    |                     |                     |
|  |                              |         |                              |    |                     |                     |
|  | Anh Quốc                     | 28      |                              |    |                     |                     |
|  | Anh Quốc                     | 28      |                              |    |                     |                     |
|  | Ireland                      | 12      |                              |    |                     |                     |

#### Bán kết hạng 5–8
| 30 tháng 7 năm 2024 14:30 |

| Trung Quốc                                                            | 19–15    | Anh Quốc                                   |
| --------------------------------------------------------------------- | -------- | ------------------------------------------ |
| Try: Chen 3' c Yang 6' c Hu 16' m Con: Chen (1/1) 4',', ' Gu (1/2) 7' | Chi tiết | Try: Kildunne 2' m Joyce 8' m Boatman 9' m |

| Stade de France, Paris Trọng tài: Cisco Lopez (Hoa Kỳ) |

| 30 tháng 7 năm 2024 15:00 |

| Pháp                                                                       | 19–7     | Ireland |
| -------------------------------------------------------------------------- | -------- | ------- |
| Try: Okemba 9' c, 14' m Neisen 11' c Con: Drouin (2/2) 9', 12' Yengo (0/1) | Chi tiết |         |

| Stade de France, Paris Trọng tài: Maggie Cogger-Orr (New Zealand) |

#### Trận tranh hạng bảy
| 30 tháng 7 năm 2024 18:00 |

| Anh Quốc | 28–12    | Ireland                                          |
| --- | -------- | ------------------------------------------------ |
| Try: Jones (2) 2' c, 9' c Shekells 7' c Cowell 9' c Con: Jones (1/1) 3' Uren (2/2) 7', 16' Norman-Bell (1/1) 9' | Chi tiết | Try: Burns 5' m Boles 10' c Con: Flood (1/1) 14' |

| Stade de France, Paris Trọng tài: Tyler Miller (Úc) |

#### Trận tranh hạng năm
| 30 tháng 7 năm 2024 18:30 |

| Trung Quốc                        | 7–21     | Pháp                                                                           |
| --------------------------------- | -------- | ------------------------------------------------------------------------------ |
| Try: Liu 11' c Con: Dou (1/1) 11' | Chi tiết | Try: Yengo 5' c Noel 9' c Pelle 12' c Con: Yengo (1/1) 5' Drouin (2/2) 9', 13' |

| Stade de France, Paris Trọng tài: Maria Latos (Đức) |

### Vòng tranh huy chương
|  | Tứ kết                       | Tứ kết                       |                              |    | Bán kết                    | Bán kết                    |  |  | Trận tranh huy chương vàng | Trận tranh huy chương vàng |
|  |                              |                              |                              |    |                            |                            |  |  |                            |                            |
|  | 29 tháng 7 – Stade de France |                              |                              |    |                            |                            |  |  |                            |                            |
|  |                              |                              |                              |    |                            |                            |  |  |                            |                            |
|  | New Zealand                  | 55                           |                              |    |                            |                            |  |  |                            |                            |
|  | New Zealand                  | 55                           | 30 tháng 7 – Stade de France |    |                            |                            |  |  |                            |                            |
|  | Trung Quốc                   | 5                            |                              |    |                            |                            |  |  |                            |                            |
|  | Trung Quốc                   | 5                            | New Zealand                  | 24 |                            |                            |  |  |                            |                            |
|  | 29 tháng 7 – Stade de France |                              | New Zealand                  | 24 |                            |                            |  |  |                            |                            |
|  |                              | Hoa Kỳ                       | 12                           |    |                            |                            |  |  |                            |                            |
|  | Anh Quốc                     | Hoa Kỳ                       | 12                           | 7  |                            |                            |  |  |                            |                            |
|  | Anh Quốc                     |                              | 30 tháng 7 – Stade de France | 7  |                            |                            |  |  |                            |                            |
|  | Hoa Kỳ                       | 17                           |                              |    |                            |                            |  |  |                            |                            |
|  | Hoa Kỳ                       | 17                           | New Zealand                  | 19 |                            |                            |  |  |                            |                            |
|  | 29 tháng 7 – Stade de France |                              | New Zealand                  | 19 |                            |                            |  |  |                            |                            |
|  |                              | Canada                       | 12                           |    |                            |                            |  |  |                            |                            |
|  | Pháp                         | Canada                       | 12                           | 14 |                            |                            |  |  |                            |                            |
|  | Pháp                         | 30 tháng 7 – Stade de France |                              | 14 |                            |                            |  |  |                            |                            |
|  | Canada                       | 19                           |                              |    |                            |                            |  |  |                            |                            |
|  | Canada                       | 19                           | Canada                       | 21 |                            |                            |  |  |                            |                            |
|  | 29 tháng 7 – Stade de France |                              | Canada                       | 21 |                            |                            |  |  |                            |                            |
|  |                              | Úc                           | 12                           |    | Trận tranh huy chương đồng | Trận tranh huy chương đồng |  |  |                            |                            |
|  | Úc                           | Úc                           | 12                           | 40 | Trận tranh huy chương đồng | Trận tranh huy chương đồng |  |  |                            |                            |
|  | Úc                           |                              | 30 tháng 7 – Stade de France | 40 |                            |                            |  |  |                            |                            |
|  | Ireland                      | 7                            |                              |    |                            |                            |  |  |                            |                            |
|  | Ireland                      | 7                            | Hoa Kỳ                       | 14 |                            |                            |  |  |                            |                            |
|  |                              |                              |                              |    |                            |                            |  |  |                            |                            |
|  | Úc                           | 12                           |                              |    |                            |                            |  |  |                            |                            |
|  | Úc                           | 12                           |                              |    |                            |                            |  |  |                            |                            |

#### Tứ kết
| 29 tháng 7 năm 2024 21:00 |

| New Zealand | 55–5     | Trung Quốc    |
| --- | -------- | ------------- |
| Try: Hirini (2) 1' c, 14' c Felix-Hotham (2) 6' c, 11' m Blyde (2) 7' m, 8' c Woodman-Wickliffe 8' m Paul (2) 12' c, 15' m Con: Pouri-Lane (2/4) 1', 6' King (3/5) 9', 13', 14' | Chi tiết | Try: Dou 4' m |

| Stade de France, Paris Trọng tài: Tyler Miller (Úc) |

| 29 tháng 7 năm 2024 21:30 |

| Anh Quốc                                | 7–17     | Hoa Kỳ                                                           |
| --------------------------------------- | -------- | ---------------------------------------------------------------- |
| Try: Boatman 2' c Con: Thomson (1/1) 2' | Chi tiết | Try: Tapper 6' m Kirshe 8' c Sullivan 11' m Con: Canett (1/1) 8' |

| Stade de France, Paris Trọng tài: Maggie Cogger-Orr (New Zealand) |

| 29 tháng 7 năm 2024 22:00 |

| Pháp                                               | 14–19    | Canada                                                                        |
| -------------------------------------------------- | -------- | ----------------------------------------------------------------------------- |
| Try: Jason 8' c Yengo 8' c Con: Yengo (2/2) 8', 9' | Chi tiết | Try: Logan (2) 4' c, 11' c Daniels 14' m Con: Daniels (1/2) 4' Apps (1/1) 11' |

| Stade de France, Paris Trọng tài: Kat Roche (Hoa Kỳ) |

| 29 tháng 7 năm 2024 22:30 |

| Úc | 40–7     | Ireland                                |
| --- | -------- | -------------------------------------- |
| Try: M. Levi (3) 1' m, 4' c, 6' c Nathan 7' c Nasser 9' c Terita 14' c Con: Hinds (4/5) 4', 6', 7', 9' Du Toit (1/1) 15' | Chi tiết | Try: Flood 7' c Con: Higgins (1/1) 12' |

| Stade de France, Paris Trọng tài: Finlay Brown (Scotland/Anh Quốc) |

#### Bán kết
| 30 tháng 7 năm 2024 15:30 |

| New Zealand                                                                              | 24–12    | Hoa Kỳ                                                 |
| ---------------------------------------------------------------------------------------- | -------- | ------------------------------------------------------ |
| Try: Waaka (2) 5' c, 8' m Blyde (2) 11' c, 13' m Con: Pouri-Lane (1/1) 6' King (1/3) 11' | Chi tiết | Try: Kelter (2) 3' m Kirshe 15' c Con: Olsen (1/1) 16' |

| Stade de France, Paris Trọng tài: Craig Chan (Hồng Kông) |

| 30 tháng 7 năm 2024 16:00 |

| Canada                                                                            | 21–12    | Úc                                              |
| --------------------------------------------------------------------------------- | -------- | ----------------------------------------------- |
| Try: Williams 8' c Hogan-Rochester 10' c Logan 13' c Con: Apps (3/3) 8', 10', 13' | Chi tiết | Try: M. Levi 1' c Paki 4' m Con: Hinds (1/2) 2' |

| Stade de France, Paris Trọng tài: George Selwood (Anh/Anh Quốc) |

#### Trận tranh huy chương đồng
| 30 tháng 7 năm 2024 19:00 |

| Hoa Kỳ                                                   | 14–12    | Úc                                               |
| -------------------------------------------------------- | -------- | ------------------------------------------------ |
| Try: Kelter 6' c Sedrick 15' c Con: Kelter (2/2) 7', 15' | Chi tiết | Try: M. Levi (2) 2' c, 13' m Con: Hinds (1/2) 2' |

| Stade de France, Paris Trọng tài: Craig Chan (Hồng Kông) |

#### Trận tranh huy chương vàng
| 30 tháng 7 năm 2024 19:45 |

| New Zealand                                                                           | 19–12    | Canada                                                |
| ------------------------------------------------------------------------------------- | -------- | ----------------------------------------------------- |
| Try: Pouri-Lane 1' c Blyde 7' c Waaka 12' m Con: Pouri-Lane 1' c Nathan-Wong 7' (1/2) | Chi tiết | Try: Daniels 6' c Corrigan 7' m Con: Daniels 6' (1/2) |

| Stade de France, Paris Trọng tài: Kat Roche (Hoa Kỳ) |

## Thống kê cầu thủ
Nguồn:
| Thứ hạng | Cầu thủ                   | Số trận đã chơi | Điểm | Try | Cơ hội đá phạt |
| -------- | ------------------------- | --------------- | ---- | --- | -------------- |
| 1        | Maddison Levi             | 6               | 70   | 14  |                |
| 2        | Michaela Blyde            | 6               | 50   | 10  |                |
| 3        | Caroline Drouin           | 6               | 35   | 1   | 15/18          |
| 3        | Séraphine Okemba          | 5               | 35   | 7   |                |
| 3        | Nadine Roos               | 5               | 35   | 5   | 5/9            |
| 3        | Stacey Waaka              | 6               | 35   | 7   |                |
| 7        | Risi Pouri-Lane           | 6               | 30   | 2   | 10/15          |
| 8        | Eve Higgins               | 6               | 28   | 4   | 4/7            |
| 9        | Ian Jason                 | 6               | 25   | 5   |                |
| 9        | Marin Kajiki              | 5               | 25   | 5   |                |
| 9        | Charity Williams          | 6               | 25   | 5   |                |
| 12       | Isla Norman-Bell          | 6               | 24   | 2   | 7/7            |
| 13       | Tia Hinds                 | 6               | 22   |     | 11/19          |
| 14       | Chen Keyi                 | 6               | 21   | 3   | 3/5            |
| 14       | Alev Kelter               | 6               | 21   | 3   | 3/5            |
| 16       | Chloe Daniels             | 6               | 20   | 2   | 5/10           |
| 16       | Jazmin Felix-Hotham       | 6               | 20   | 4   |                |
| 16       | Jasmine Joyce             | 6               | 20   | 4   |                |
| 16       | Tyla King                 | 6               | 20   |     | 10/18          |
| 16       | Kristi Kirshe             | 6               | 20   | 4   |                |
| 16       | Liu Xiaoqian              | 6               | 20   | 4   |                |
| 16       | Piper Logan               | 6               | 20   | 4   |                |
| 16       | Yolaine Yengo             | 6               | 20   | 2   | 5/6            |
| 24       | Teagan Levi               | 6               | 19   | 3   | 2/4            |
| 25       | Stacey Flood              | 6               | 18   | 2   | 4/4            |
| 25       | Hanako Utsumi             | 5               | 18   | 2   | 4/5            |
| 27       | Gabriela Lima             | 5               | 17   | 3   | 1/1            |
| 27       | Alex Sedrick              | 6               | 17   | 3   | 1/1            |
| 29       | Ana Maria Naimasi         | 5               | 16   | 2   | 3/7            |
| 30       | Sarah Hirini              | 6               | 15   | 3   |                |
| 30       | Ilona Maher               | 6               | 15   | 3   |                |
| 30       | Jorja Miller              | 6               | 15   | 3   |                |
| 30       | Amee-Leigh Murphy Crowe   | 6               | 15   | 3   |                |
| 30       | Faith Nathan              | 6               | 15   | 3   |                |
| 30       | Sammy Sullivan            | 6               | 15   | 3   |                |
| 30       | Bienne Terita             | 6               | 15   | 3   |                |
| 37       | Dou Xinrong               | 5               | 12   | 2   | 1/1            |
| 37       | Megan Jones               | 6               | 12   | 2   | 1/2            |
| 39       | Olivia Apps               | 6               | 10   |     | 5/5            |
| 39       | Ellie Boatman             | 6               | 10   | 2   |                |
| 39       | Adi Vani Buleki           | 5               | 10   | 2   |                |
| 39       | Kayla Canett              | 6               | 10   |     | 5/11           |
| 39       | Thalia Costa              | 5               | 10   | 2   |                |
| 39       | Heather Cowell            | 6               | 10   | 2   |                |
| 39       | Gu Yaoyao                 | 6               | 10   |     | 5/9            |
| 39       | Chloé Jacquet             | 6               | 10   | 2   |                |
| 39       | Libbie Janse van Rensburg | 5               | 10   | 2   |                |
| 39       | Raquel Kochhann           | 5               | 10   |     | 5/7            |
| 39       | Laisana Likuceva          | 5               | 10   | 2   |                |
| 39       | Beibhinn Parsons          | 4               | 10   | 2   |                |
| 39       | Mahina Paul               | 4               | 10   | 2   |                |
| 39       | Chloé Pelle               | 5               | 10   | 2   |                |
| 39       | Yasmim Soares             | 5               | 10   | 2   |                |
| 39       | Emii Tanaka               | 5               | 10   | 2   |                |
| 39       | Naya Tapper               | 6               | 10   | 2   |                |
| 39       | Honoka Tsutsumi           | 5               | 10   | 2   |                |
| 39       | Wang Wanyu                | 5               | 10   | 2   |                |
| 39       | Portia Woodman-Wickliffe  | 6               | 10   | 2   |                |
| 39       | Yang Feifei               | 5               | 10   | 2   |                |
| 60       | Emma Uren                 | 6               | 9    | 1   | 2/2            |
| 61       | Yume Hirano               | 5               | 7    | 1   | 1/6            |
| 61       | Asia Hogan-Rochester      | 6               | 7    | 1   | 1/1            |
| 61       | Manaia Nuku               | 5               | 7    | 1   | 1/1            |
| 64       | Claire Boles              | 1               | 5    | 1   |                |
| 64       | Megan Burns               | 6               | 5    | 1   |                |
| 64       | Anne-Cécile Ciofani       | 6               | 5    | 1   |                |
| 64       | Alysha Corrigan           | 6               | 5    | 1   |                |
| 64       | Grace Crompton            | 4               | 5    | 1   |                |
| 64       | Thalita Costa             | 5               | 5    | 1   |                |
| 64       | Ilisapeci Delaiwau        | 5               | 5    | 1   |                |
| 64       | Verenaisi Ditavutu        | 5               | 5    | 1   |                |
| 64       | Vicky Elmes Kinlan        | 4               | 5    | 1   |                |
| 64       | Camille Grassineau        | 6               | 5    | 1   |                |
| 64       | Joanna Grisez             | 6               | 5    | 1   |                |
| 64       | Wakaba Hara               | 4               | 5    | 1   |                |
| 64       | Yu Hu                     | 6               | 5    | 1   |                |
| 64       | Ellie Kildunne            | 6               | 5    | 1   | 0/1            |
| 64       | Sarah Levy                | 3               | 5    | 1   |                |
| 64       | Kolora Lomani             | 4               | 5    | 1   |                |
| 64       | Ayanda Malinga            | 5               | 5    | 1   |                |
| 64       | Rinka Matsuda             | 5               | 5    | 1   |                |
| 64       | Sakura Mizutani           | 5               | 5    | 1   |                |
| 64       | Zintle Mpupha             | 5               | 5    | 1   |                |
| 64       | Alowesi Nakoci            | 5               | 5    | 1   |                |
| 64       | Isabella Nasser           | 6               | 5    | 1   |                |
| 64       | Carla Neisen              | 5               | 5    | 1   |                |
| 64       | Lou Noel                  | 6               | 5    | 1   |                |
| 64       | Sariah Paki               | 6               | 5    | 1   |                |
| 64       | Maria Rokotuisiga         | 5               | 5    | 1   |                |
| 64       | Chiaki Saegusa            | 5               | 5    | 1   |                |
| 64       | Jade Shekells             | 5               | 5    | 1   |                |
| 64       | Florence Symonds          | 5               | 5    | 1   |                |
| 64       | Keyara Wardley            | 3               | 5    | 1   |                |
| 64       | Talei Wilson              | 3               | 5    | 1   |                |
| 64       | Yan Meiling               | 5               | 5    | 1   |                |
| 97       | Lucy Rock                 | 2               | 4    |     | 2/3            |
| 97       | Arisa Nishi               | 5               | 4    |     | 2/4            |
| 97       | Alena Olsen               | 6               | 4    |     | 2/2            |
| 97       | Reapi Ulunisau            | 5               | 4    |     | 2/5            |
| 101      | Dominique du Toit         | 5               | 2    |     | 1/1            |
| 101      | Lisa Thomson              | 6               | 2    |     | 1/4            |